# Burok-völgy
A Burok-völgy Magyarország egy igen érdekes, ritka természeti jelenségeket mutató természetvédelmi területe. Környezetétől eltérő klímája, viszonylagos elszigeteltsége, botanikai és zoológiai érdekességek kincsestárává teszik.

## Fekvése
A Burok-völgy Fejér és Veszprém vármegye határánál a Keleti-Bakonyban, a Tési-fennsík közepén található. A mintegy 12 km-es főága Királyszállástól Bakonykúti községig terjed. Számos mellékvölgyeivel több, mint 25 km-t tesz ki az 50-90 méter mély, sok helyen függőlegesen meredek sziklafalakkal határolt, vízfolyás nélküli szurdok. A völgy-fő és a végpont szintkülönbsége kb. 200 m.
Évszázadokon át királyi vadászterület volt.

## Kialakulása
A Burok-völgy kanyon jellege egyes elmélet szerint nem folyóvízi erózió eredménye, hanem hasadásos eredetű.
Eszerint a felemelkedő kőzetréteg felszíne megfeszült és eltörött, a törés pedig szétnyílott. A nem mindennapos völgy-képződés eredményezte a ritka sziklaformákat.
Ezt az elméletet azonban cáfolja, hogy a völgy oldalában lévő kőzetek dőlési iránya nem felel meg a hasadásos elmélet teljesülése során "elvárható" dőlési iránnyal, illetve az, hogy a tektonikus völgyek általában egyenes lefutásúak. A Burok-völgy ezzel szemben erősen meanderező jelleget mutat. Ez utóbbi a Bakonyban gyakori átöröklött (epigenetikus) völgy egyik tipikus jellemzője. Ez alapján a völgy a következő módon alakulhatott ki: a középidei kőzetképződés utáni időszakban, melynek során a völgy alapkőzete, a fődolomit is kialakult, a Tési-fennsík a környezetéhez képest még alacsonyabban helyezkedett el, tehát medence jellegű volt. A magasabb peremterületeiről az oligocénben és a miocén elején délnyugati irányból egy folyóvíz szállította hordalékát (csatkai formáció) és töltötte fel vele a medencét. Később a terület emelkedésnek indult (tehát a morfológia megfordult, a korábbi peremterületek kerültek mélyebbre), melynek során a kavics lepusztítása után a folyó bevágta medrét a fekükőzetbe—azaz a völgy átöröklődött. Ez a folyamat még ma is tart, bár a folyóvíz hiánya miatt igencsak lassú. A völgy már kialakult, amikor a Pannon-tó elöntötte a mai Kárpát-medence nagy részét, ez a terület azonban minden bizonnyal szigetként emelkedett ki belőle. Ezt bizonyítja többek között, hogy a közeli, mélyebben fekvő Bakonykúti-medencébe nem fut bele, hiszen már korábban kialakult. (A Bakonykúti-medencében édesvízi mészkő található, ami sekély, lagúnás tengerben, azaz tóban jött létre, tehát ez a Pannon-tó "gyermeke".) Feltehetően az egyik legöregebb bakonyi szurdokról van szó, a völgy szokatlanul magas fala is ezt jelzi.

## Barlangok
A Burok-völgyben és a mellékvölgyekben eddig 42 barlangot sikerült feltárni, ezek keveredési korrózió során alakultak ki, de a fagy munkáját sem szabad figyelmen kívül hagyni. Többnyire kicsinyek, átlagos hosszúságuk az 5-8 métert éri el. A legnagyobb barlang a Bükkös-árok mellett található Ruska-zsomboly, melynek hossza 73 méter, mélysége pedig 21 méter.

## Növény- és állatvilág
A völgy hőmérséklete hűvösebb, benne több a pára, mint a vele szomszédos fennsíkokon. Ennek köszönhető, hogy növényvilágában a jégkorszakok óta fennmaradt ritka növénypéldányok is előfordulnak, mint például havasi hagyma, cifra nádtippan, fürtös holdruta stb. Több mint 200 madárfaj is megfigyelhető, amelyek egy részének fészkelőhelyet is nyújt e táj. Földtani és növénytani ritkaságai miatt a nehezen járható Burok-völgy 1260 ha-ját 1995-ben természetvédelmi területté nyilvánították. A védett területen belül erdőrezervátum található. A természetvédelmi területről eddig 63 védett és 2 fokozottan védett növényfaj, illetve több mint 140 védett és 15 fokozottan védett állatfaj előfordulásáról van bizonyíték. A védett terület igazi értékét azonban nem csak az jelzi, hogy mennyi ritkaság található itt, hanem a Magyarországon talán egyedülálló ősállapotban lévő természetes erdő, melyben - többek között - a természet regenerációs folyamatai tanulmányozhatók.

## Turistautak
A völgy jelentős része turistautakon bejárható. Egy része nehezen járható (főként a kidőlt fák miatt), viszont a völgy annyira szűk, oldalai pedig annyira meredekek hogy eltévedni sem lehet. Mivel Természetvédelmi terület, ezért az ösvényről tilos letérni! Az ide vetődő turistáknak nyáron érdemes komolyan odafigyelni és felkészülni, a magas páratartalomra. Emiatt és a komoly terepi nehézségek miatt tekintélyes mennyiségű vizet célszerű fogyasztani.
A rengeteg akadály miatt nagyon kell figyelni arra, hogy hova lépünk, ugyanakkor érdemes nézni mindazt a szépséget, érdekességet, különlegességet, ritkaságot és azokat a barlangokat, amit ez a völgy rejt. A barlangokhoz nem vezet jelzett út, viszont ott lapulnak, általában elég magasan.